# Miłosław
Miłosław (prononcé en polonais : [mʲiˈwɔswaf]) (en allemand : Liebenstädt) est une ville polonaise du powiat de Września de la voïvodie de Grande-Pologne dans le centre-ouest de la Pologne.
Elle est située à environ 16 kilomètres au sud-ouest de Września, siège du powiat, et à 45 kilomètres au sud-est de Poznań, capitale de la voïvodie de Grande-Pologne.
Elle est le siège administratif (chef-lieu) de la gmina de Miłosław.
La ville couvre une surface de 4,07 km2 et comptait 3 576 habitants en 2013.

## Géographie

Plan de la ville.

La ville de Miłosław est située en plein centre de la voïvodie de Grande-Pologne. Le paysage, à dominante rurale, est mis en valeur à proximité de la ville depuis 1994 par le parc naturel de Żerków-Czeszewo. Miłosław s'étend sur 4,07 km2. La Warta, affluent important de l'Oder, passe à une dizaine de kilomètres au sud de la ville.

## Histoire
Une bataille entre les forces prussiennes et polonaises a eu lieu à Miłosław, durant l'insurrection de Grande-Pologne de 1848.

De 1975 à 1998, Miłosław appartenait administrativement à la voïvodie de Poznań. Depuis 1999, la ville fait partie du territoire de la voïvodie de Grande-Pologne.

## Monuments
- l'église paroissiale catholique saint Jacques, construite en 1620 et remaniée en 1845 ;
- le temple protestant construit entre 1874 et 1875 ;
- le palais, construit au début du XIXe siècle puis remanié après 1945, sert aujourd'hui de collège.

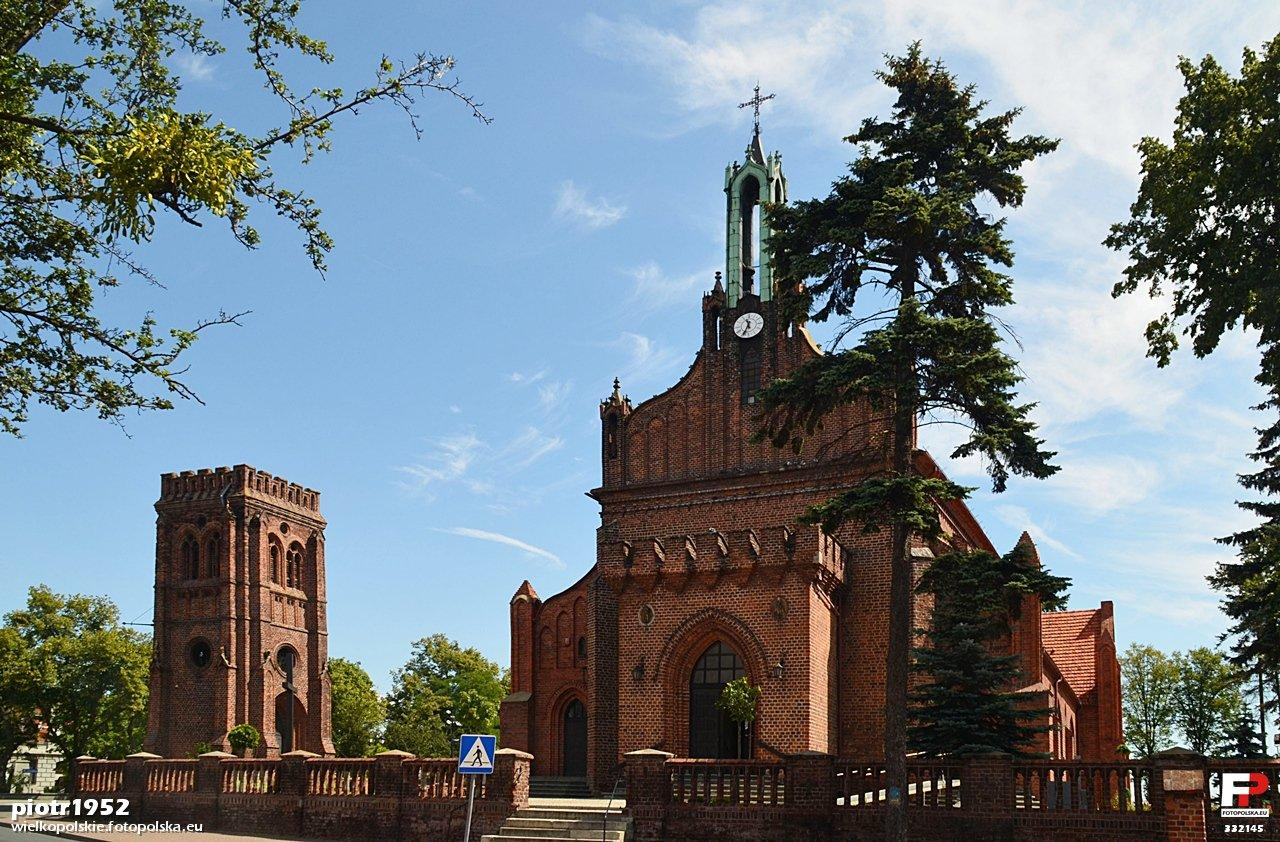
L'église paroissiale saint Jacques.
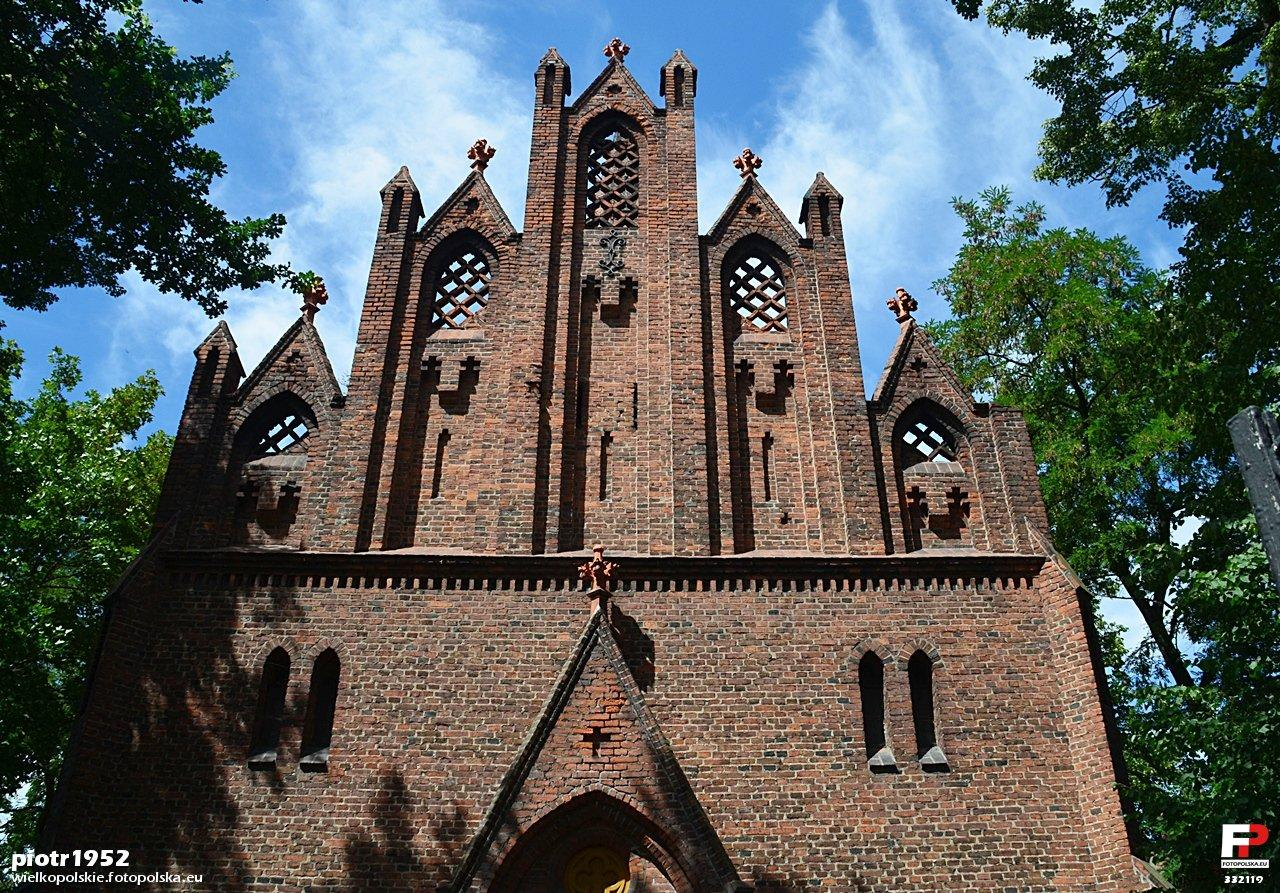
Le temple protestant (façade).
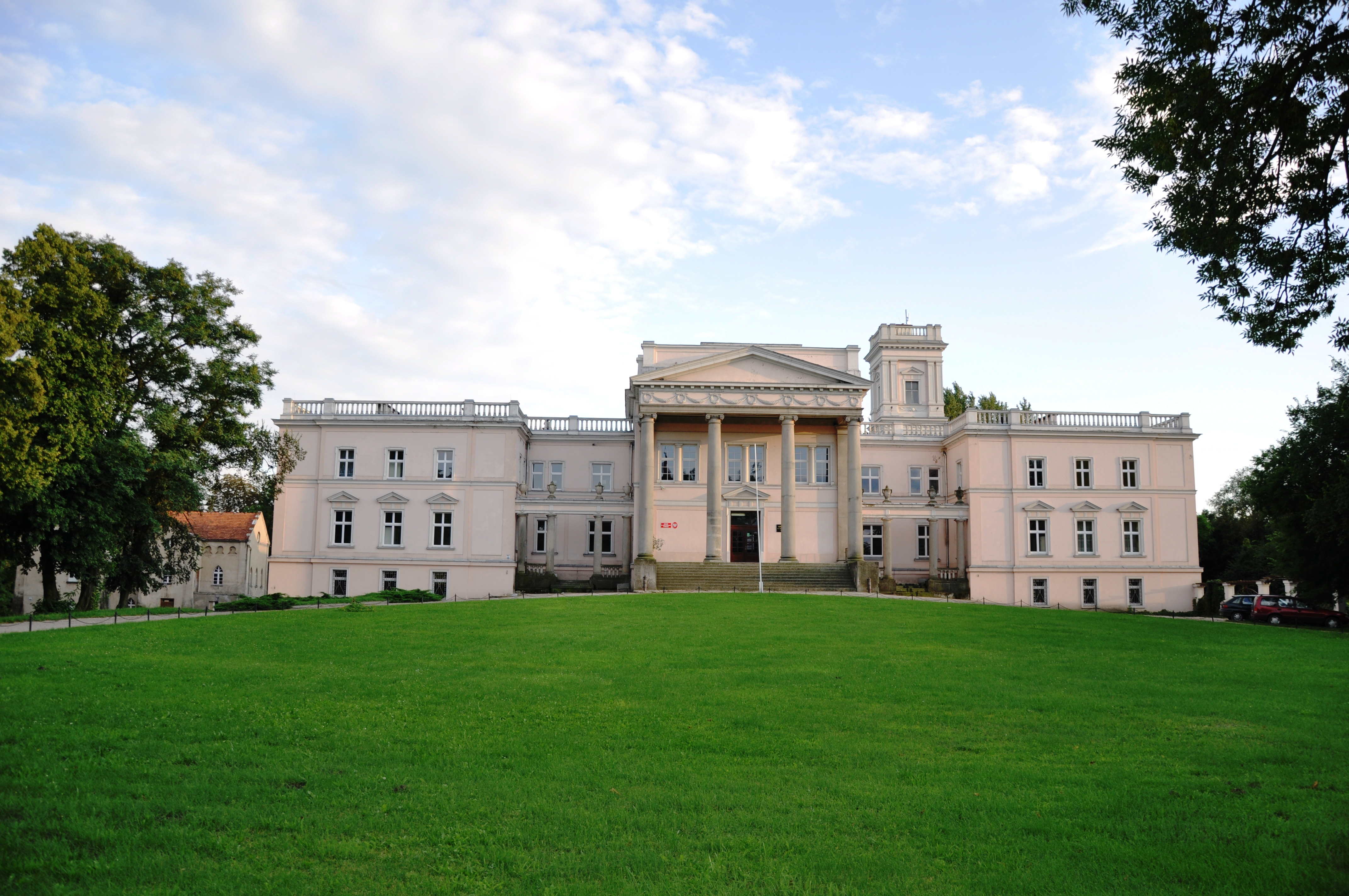
Le palais.

## Voies de communication
Miłosław est traversée par la route nationale polonaise 15 (qui relie Trzebnica à Ostróda) et par la route voïvodale voïvodale 441 (qui relie Miłosław à Borzykowo).

La ligne ferroviaire no  281 (Oleśnica - Krotoszyn - Jarocin - Września - Gniezno) passe et s'arrête à Miłosław.